# Anže (ime)
Anže je moško osebno ime.

## Izvor imena
Anže je različica imena Janez. Ime je nastalo kot skrajšana ali ljubkovalna oblika iz starejših oblik imena Janez - Janež - Janž - Hanž(e). Oblika starega imena Hanž(e) brez dvoma izhaja iz nemškega imena Hans, ki pa je skrajšana oblika latinskega imena Johannes.

## Različice imena
Anzej, Anžej, Hans, Hanzi, Janž, Janža, Janže, Janžej, Anza

## Pogostost imena
Po podatkih Statističnega urada Republike Slovenije je bilo na dan 31. decembra 2007 v Sloveniji število moških oseb z imenom Anže: 3.858. Med vsemi moškimi imeni pa je ime Anže po pogostosti uporabe uvrščeno na 65. mesto.

## Osebni praznik
V koledarju je ime  Anže uvrščeno k imenu Janez.

## Znane osebe
- Anže Kopitar, slovenski hokejist
- Anže Šetina, slovenski skeletonist
- Anžej Dežan, slovenski pevec
- Anže Gallus Petelin, slovenski slikar, poet in glasbenik
- Anže Turk (Jay Bolk), slovenski pevec, glasbeni avtor

## Zanimivost
Iz slovenske književnosti je znan Anže glavna moška oseba iz Linhartove veseloigre Županova Micka.